# Tandem Computers
A Tandem Computers egy olyan cég volt, amely speciális, hibatűrő számítógépes rendszerekre szakosodott. 1974-ben James Treybig alapította, és innovatív megközelítése révén vált ismertté a folyamatos rendelkezésre állást és megbízhatóságot biztosító számítógépes rendszerek építésében.
Fő célja az volt, hogy hibatűrő megoldásokat nyújtson azokhoz az üzleti alkalmazásokhoz, amelyek folyamatos rendelkezésre állást és megbízhatóságot igényelnek. Kifejlesztettek egy egyedülálló architektúrát, amit NonStop rendszernek neveztek el, ama céllal, hogy kiküszöbölje a hibapontokat és folyamatos működést biztosítson.
A NonStop rendszer klaszterarchitektúrát alkalmazott, ahol több számítógép, ún. „csomópontok” együttműködése biztosított egyetlen rendszert. Minden csomópontnak saját processzorai, memóriája és I/O rendszere volt. Ezeket a csomópontokat egy nagy sebességű összeköttetés egyesítette, lehetővé téve a zavartalan kommunikációt és a munkaterhelés megosztását.
A Tandem rendszerek egyik kulcsfontosságú jellemzője a hibatűrő tervezés volt. Redundanciát alkalmaztak különböző szinteken annak érdekében, hogy folyamatos működést biztosítsanak még hardver- vagy szoftverhibák esetén is. Olyan redundáns komponenseket használtak, mint például processzorok, memóriák, merevlemezek és tápegységek. A rendszer továbbá speciális szoftveralgoritmusokat alkalmazott a hibák észlelésére és helyreállítására anélkül, hogy megszakítaná a folyamatban lévő műveleteket.
A Tandem Computers sikert aratott olyan iparágakban, ahol az üzemszünet jelentős pénzügyi vagy biztonsági következményekkel járhat, például banki, telekommunikációs, tőzsdei és légitársaságok foglalási rendszereiben. Rendszereik magas fokú rendelkezésre állást és megbízhatóságot biztosítottak, lehetővé téve a szervezetek számára, hogy valós időben feldolgozhassák tranzakcióikat.

## Fordítás
Ez a szócikk részben vagy egészben  a   Tandem Computers című angol Wikipédia-szócikk ezen változatának fordításán alapul.  Az eredeti cikk szerkesztőit annak laptörténete sorolja fel. Ez a jelzés csupán a megfogalmazás eredetét és a szerzői jogokat jelzi, nem szolgál a cikkben szereplő információk forrásmegjelöléseként.